# Kontakt (software)
 For alternative betydninger, se Kontakt. (Se også artikler, som begynder med Kontakt)
Kontakt er en serie af samplerprogrammer fra firmaet Native Instruments. De bruges til at ændre MIDI-inputs fra bl.a. keyboards til at lyde som næsten realistiske instrumenter, som f.eks. violin, guitar, klaver, kontrabas eller en strengsektion af et orkester ved brug af importerede samples.
Programmerne kan både fungere som såkaldt "stand-alone"-programmer og som plug-ins via f.eks. VST 2.0, så de kan bruges i diverse DAWs. Der er mange filtre og effekter, ajourført tid-stretching, et instrument-bussystem og mere. Version 5 er den seneste version.
Der er tredjepartsudviklerne af samples til Kontakt-serien, bl.a. Vienna Symphonic Library.
| Software | Spire Denne artikel om software og programmering er en spire som bør udbygges. Du er velkommen til at hjælpe Wikipedia ved at udvide den. |